# Камишовий табір
Очеретяний табір, Камишлаг (рос. Камышовый лагерь, Особый лагерь №10, Особлаг №10, Камышовлаг, Камышлаг) — концентраційний табір ГУЛАГ з центром в селищі Ольжерас Кемеровської області.

## Історія
Камишлаг, особливий табір для політв'язнів був організований 30 квітня 1951. Закритий 4 жовтня 1954. Табірні підрозділи передані Управлінню виправно-трудових таборів і колоній МВС по Омській області.
Максимальне число ув'язнених наводиться на 1 січня 1954 — 13 тисяч 273 людини. Передбачувана штатна чисельність — 25 000 в'язнів. Про співвідношення «особливого контингенту», засуджених за політичною 58 статтею КК і так званого «загального контингенту» (засуджених за іншими статтями КК дають уявлення дані за 1 лютого 1953 — на 8062 політичних в'язнів доводилося 880 «загального контингенту».

## Виконувані роботи
- Будівництво шахт Том-Усинського родовища Кузнецького вугільного басейну. Згідно з постановою Ради міністрів (2602–1078с від 14.08.1948) планувалося в 1949–1952 рр. на Том-Усинському родовищі закласти 19 шахт і штолень
- Роботи тресту «Томусашахтбуд» Міністерства Вугільної Промисловості СРСР
- Будівельні об'єкти Томського і Мисковського шахтобудуправлінь (у тому числі житлове будівництво).
- Будівництво шахт Ольжераського шахтобудуправління
- Спільно з комбінатом «Кузбасшахтобуд»:
  - Будівництво Том-Усинської збагачувальної фабрики № 1
  - Будівництво штолень № 1 і 2
  - Будівництво насосної станції
  - Будівництво електропідстанції
- Будівництво Омського нафтопереробного заводу Міністерства нафтової промисловості СРСР (спільно з «Омськбудом» МНП)